# Теодор Баконскі
Теодор Баконскі (англ. Teodor Baconschi; *14 лютого 1963, Бухарест) — дипломат, вчений і політичний діяч румунської партії «Народній рух», колишній міністр закордонних справ Румунії в уряді Еміля Бока (з 23 грудня 2009-23 січня 2012).

## Освіта
Теодор Баконскі народився 14 лютого 1963 в Бухаресті, син поета Анатола Баконскі. Після закінчення середньої школи і бакалаврату філологічного-історичного факультету в Бухаресті (1981), навчався в інституті теології в Бухаресті, де отримав ступінь бакалавра в 1985.

## Професійна кар'єра
Після закінчення інституту працював з 1986-1989 як ректор «Editura Institutului Biblic»- видання Румунської Православної Церкви.
У 1990 Баконскі став радником в Міністерстві культури. У тому ж році він отримав стипендію від французького уряду, навчаючись в Університеті Сорбонна (1990–1994), де отримав ступінь магістра в 1991, а потім  науковий ступінь з релігійної антропології в 1994.
Після того, як він повернувся до Румунії, працював директором видання «Anastasia» (1995-1997). Паралельно викладав релігійну антропологію в Бухарестському університеті, працював редактором журналу «Духовне життя». У 1996 він закінчив New Europe College в Бухаресті.
З 1997-2001 Президент Еміль Константінеску призначив його послом Румунії в Ватикані.
У період з листопада 2002 по січень 2005 він займав пост посла Румунії в Португалії.
З 21 січня 2005 був призначений державним секретарем з глобальних питань у Міністерстві закордонних справ.
11 вересня 2006 Баконскі був звільнений з поста державного секретаря прем'єр-міністром Келіном Попеску-Терічану в результаті реструктуризації політики в міністерствах.
З 26 жовтня 2006 Баконскі призначений радником президента в Департаменті зв'язків з органами державної влади та громадянського суспільства, займаючи пост, звільненого Клаудіу Сафтої, який був призначений директором Служби зовнішньої розвідки.
2 серпня 2007 був призначений Президентом Румунії Надзвичайним і повноважним послом у Франції. 4 березня 2008 був призначений Надзвичайним і Повноважним Послом Румунії в Князівстві Андорра та Монако.
З грудня 2009 по січень 2012 займав посаду міністра закордонних справ.
13 жовтня 2010 заснував Християнсько-демократичний Фонд.

## Опубліковані статті
- Le Rire des Pères. Essai sur le rire dans la patristique grecque (Desclée de Brouwer, Paris, 1996) (cu o prefață de Olivier Clément);
- Râsul Patriarhilor. O antropologie a deriziunii în patristica răsăriteană (Ed. Anastasia, 1996) (cu o prefață de Andrei Pleșu);
- Iacob și îngerul. 45 de ipostaze ale faptului religios (Ed. Anastasia, 1996);
- Ispita Binelui. Eseuri despre urbanitatea credinței (Ed. Anastasia, 1999);
- Puterea schismei. Un portret al creștinismului european (Ed. Anastasia, 2001);
- Roma Caput Mundi. Un ghid subiectiv al Cetății eterne (împreună cu Horia Bernea), (Ed. Humanitas, 2001), carte ce a obținut Premiul Asociației Editorilor din România pentru cea mai frumoasă carte de artă;
- Dumitru Stăniloae sau paradoxul teologiei (Ed. Anastasia, București, 2003) — împreună cu Bogdan Tătaru-Cazaban;
- Insula Cetății. Jurnal parizian (Ed. Curtea Veche, 2005);
- Despre necunoscut (Ed. Humanitas, 2007, reeditare la Baroque Arts & Books, 2012, cu o prefață de Sorin Lavric).
- 101 incursiuni în cotidianul românesc (ilustrații de Devis Grebu) Curtea Veche, 2007
- Bisericile din lemn din Maramureș, Editura Vellant, 2009
- Creștinism și democrație (Ed. Curtea Veche, 2010)
- Legătura de chei. O mărturie diplomatică în dialog cu Armand Goșu, Ed. Curtea Veche, 2013[2]
- Facebook, Fabrica de narcisism, Humanitas, 2015[3]